# (5253) Фрэдклиффорд
(5253) Фрэдклиффорд (лат. Fredclifford) — астероид, относящийся к группе астероидов пересекающих орбиту Марса и принадлежащий к светлому спектральному классу S. Он был открыт 15 декабря 1985 года американским астрономом Стивеном Сингер-Брюстером в Паломарской обсерватории и назван в честь американского моряка Фрэда Клиффорда (англ. Fred Clifford).

Орбита астероида Фрэдклиффорд и его положение в Солнечной системе